# 2-га піхотна дивізія (Нова Зеландія)
2-га піхотна дивізія (Нова Зеландія) (англ. 2nd New Zealand Division) або спочатку Новозеландська дивізія (англ. New Zealand Division) — військове з'єднання, піхотна дивізія новозеландської армії, що брала найактивнішу участь у Другій світовій війні. Більшу частину свого існування дивізією командував генерал-лейтенант Бернард С. Фрейберг. Вона воювала в Греції, на Криті, в Західній пустелі та в Італії. Під час кампанії в Західній пустелі дивізія зіграла видатну роль у розгромі німецьких та італійських військ у другій битві при Ель-Аламейні та просуванні британської 8-ї армії до Тунісу.
Наприкінці 1943 року дивізія була переведена до Італії, у складі 8-ї британської армії брала участь у бойових діях на італійському узбережжі Адріатичного моря. На початку 1944 року дивізія утворила ядро Новозеландського корпусу, билася у двох битвах, намагаючись безуспішно пробитися через лінію Густава біля Монте-Кассіно. В подальшому дивізія брала участь у боях на Готичній лінії в Італії в 1944 році та брала участь у весняному наступі союзників 1945 року, який призвів до капітуляції німецьких військ в Італії. Після повернення до Нової Зеландії реорганізовані елементи дивізії з 1945 року увійшли до складу окупаційних сил Японії.

## Історія
На початку Другої світової війни у вересні 1939 року було вирішено, що Нова Зеландія повинна виділити в розпорядження Британської імперії експедиційний корпус. Спочатку планувалося розгорнути «сили спеціального призначення» по одного батальйону з кожного кожному з трьох військових округів, але потім вимоги було збільшено і прийнято рішення розгорнути повноцінну дивізію. Генерал-майор Бернард К. Фрейберг, офіцер британської армії, але з сильними зв'язками в Новій Зеландії, був призначений командиром цього з'єднання. Ці сили стали відомі як 2-й Новозеландський експедиційний корпус, а дивізія спочатку — як Новозеландська дивізія. Перший ешелон, штаб дивізії і перша бригадна група, покинули береги Нової Зеландії в січні та 12 лютого 1940 року висадилися в Єгипті. Другий ешелон, також бригадний комплект, після вступу Італії у війну був перенаправлений до Британії, де його передали в підпорядкування VII британського корпусу. Зведені підрозділи були сформовані в додаткову бригаду, 7-му бригаду, для посилення сил оборони від ймовірного вторгнення. Другий ешелон прибув до Єгипту лише в березні 1941 року. Третій ешелон прибув до Єгипту 27 жовтня 1940 року, і зосередження дивізії було завершено безпосередньо перед тим, як в березні 1941 року її було розгорнуто в північній Греції.
Дивізія залишалася у складі 8-ї британської армії до кінця Другої світової війни весною 1945 році, під час якої вона брала участь у битві за Грецію (березень–квітень 1941), битві за Крит (травень 1941), операції «Крусейдер» (листопад–грудень 1941), перша битва за Ель-Аламейн (липень 1942), друга битва за Ель-Аламейн (жовтень–листопад 1942), бої в Лівії та Тунісі (грудень 1942 — травень 1943), бої на лінії Бернхардта (жовтень–грудень 1943), битва при Монте-Кассіно (лютий–березень 1944), бойові дії в Центральній Італії (травень–грудень 1944) і бої на адріатичному узбережжі (квітень–травень 1945).